# «Малый катехизис» в переводе Михала Мостника

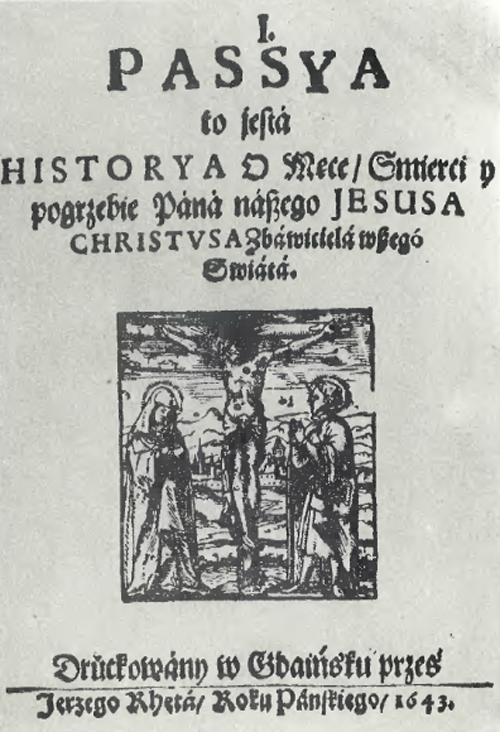
Титульная страница перевода «Страстей Христовых», изданного в одной книге с переводом «Малого катехизиса»

«Ма́лый катехи́зис» в перево́де Ми́хала Мо́стника (пол. Mały Catechism Niemiecko Wándalski abo Słowięski to jestá z Niemieckiego języká w Słowięski wystáwion […] z Przydatkiem Siedm Psálmow Pokutnych krolá Dawida y […] Historiy Passiy nászego Páná Jezvsa) — средневековый двуязычный польско-немецкий памятник письменности, созданный в 1643 году в Кашубии. Особенностью языка польской части памятника являются севернопольские региональные черты литературного польского языка и вкрапления элементов кашубского языка. Памятник представляет собой переводы с немецкого языка на польский «Малого катехизиса» Мартина Лютера, дополненный «Семью покаянными псалмами», «Страстями Христовыми» и другими религиозными текстами, часть из которых написана на немецком. Памятник был издан священником из Смолдзино М. Мостником (Понтанусом) в Гданьске.

## Язык памятника
«Малый Катехизис» М. Мостника, первое издание которого (1643 года) сохранилось в единственном экземпляре, был обнаружен в 1896 году Ф. Тетцнером (F. Tetzner) в архиве парафии (церковного прихода) Смолдзино (в северо-западной части Кашубии) вместе с книгой «Духовные песни» Ш. Крофея. На рубеже XIX—XX веков изучением текста «Малого катехизиса» занимались Ф. Лоренц и Ю. Ленговский (J. Łęgowski), полвека спустя анализ текста памятника проводили С. Урбанчик и Х. Каминская (H. Kamińska). Немецким учёным Р. Олешом были сделаны фотокопии памятника (изданы в 1958 году).
Языками памятника являются польский и немецкий. Польский язык «Малого катехизиса», как и всех остальных средневековых памятников письменности, созданных на Кашубском Поморье, начиная с самого раннего из дошедших до нас памятников Dutki brzeskie 1402 года (так называемый польский литературный язык Поморья), характеризуется наличием севернопольских диалектных черт и целого ряда особенностей кашубского языка в области фонетики, грамматики и лексики (так называемых кашубизмов). В большинстве случаев кашубские элементы средневековых поморских памятников представляют собой черты севернокашубского диалекта, так как памятники, имевшие в основном религиозное содержание, создавались в ходе распространения Реформации прежде всего на северо-западе Кашубии (в других регионах Кашубии славяне оставались католиками).
К языковым особенностям памятника (в первом издании) относят:
- смешение знаков l и ł, что может свидетельствовать о процессе перехода ł > l;
- наличие ряда форм, в которых прослеживаются результаты кашубского перехода *ĭ > ə и т. д.

Язык изданных под одной обложкой «Малого катехизиса» и «Страстей Христовых» имеет некоторые отличия: так, например, в «Малом катехизисе» нередко встречаются немецкие заимствования, в то время как в «Страстях Христовых» германизмов практически нет.

## Состав
Перевод «Малого катехизиса» был издан под одной обложкой с переводом «Страстей Христовых». Помимо этого памятник включал «Семь покаянных псалмов», а также, не указанный на титульной странице книги, сборник церковных гимнов (песен) на немецком и польском языках, причём польский перевод гимнов частично взят из книги «Духовные песни» Ш. Крофея 1586 года издания. «Малый катехизис» М. Мостника известен также во втором издании 1758 года и третьем издании 1828 года (последнее издание подготовил священник из Гданьска К. С. Мронговиуш), что свидетельствует о длительном сохранении потребности у славянского населения протестантского вероисповедания Гданьского Поморья в религиозной литературе, написанной на языке, близком их родным говорам. Некоторая разница в языке текстов «Малого катехизиса» и «Страстей Христовых» вызывает предположение о том, что за основу своей книги М. Мостник брал чьи-то ранее сделанные переводы. Некоторые исследователи ставят авторство перевода «Страстей Христовых» М. Мостника под сомнение.
Вместе со смолдзинским экземпляром «Малого катехизиса» были обнаружены рукописные тексты «Дополнительных вопросов о вере» (Pytania dodatkowe o wierze), датируемые приблизительно 1675 годом. В польском варианте «Вопросов» встречается большое число кашубизмов, включая явные следы изменения *ĭ > ə.

## Об авторе перевода
Автор перевода «Малого катехизиса» — Михал Мостник (Michał Mostnik). Латинизированное имя, принятое в соответствии с традициями науки того времени — Михал Понтанус (Michał Pontanus). Также он известен под немецким именем Михаэль Брюккманн (Michael Brückmann) — евангелический пастор из Смолдзино (северо-западная Кашубия). Родился в 1583 году в Слупске. В 1610 году М. Мостник стал первым пастором только что возведённой смолдзинской церкви. Кашубский говор, на котором говорил М. Мостник вымер ещё до начала изучения кашубского языка — до XIX века. Язык перевода «Малого катехизиса» М. Мостник называл «словенским» (słowięsky) или «вандальским» (wándalski) — эти названия приведены на титульной странице книги. Лингвоним «словинский» по отношению к языку славян-протестантов, обозначающий один из архаичных кашубских диалектов — словинский, известен исследователям кашубского языка с XIX века. Носители этого диалекта окончательно перешли на немецкий язык в первой половине XX века. Во вступлении к книге М. Мостник написал, что обращается к людям своей церкви, называемым «вендами» (нем. Wenden, лат. Vandali) или «кашубами» (Cassuben).